# Пасильево
Пасильево — деревня в Можайском районе Московской области, в составе городского поселения Уваровка. Численность постоянного населения по Всероссийской переписи 2010 года — 67 человек. До 2006 года Пасильево входило в состав Колоцкого сельского округа.
Деревня расположена в центральной части района, примерно в 1,5 км к юго-востоку от пгт Уваровка, на автодороге 46К-1130 Уваровка — Можайск, высота центра над уровнем моря 254 м. Ближайшие населённые пункты — примыкающее на юге Шохово и Колоцкое в 1,5 км на юго-восток.